# 閬中鐵塔
閬中鐵塔又名保寧鐵塔，原位於四川省南充專區閬中縣東門內鐵塔寺，後為人民廣埸，有亭保護。鐵塔于唐玄宗天寶四載（745年）二月八日鑄成，覆以八角亭，塔頂為石造，頂高22厘米，塔身鐵鑄，高4.32米，呈八面柱形，每面寬38厘米。塔身滿鑄八分體隸書陽文《佛頂尊勝陀羅尼經序》，序文系唐代定覺寺沙門志靜於永昌元年八月撰書。
1956年8月16日公佈為四川省第一批歷史及革命文物保護單位。文革中，鐵塔碎毀，遂無遺蹟，四川省博物館尚藏有該塔兩套拓片。1980年7月7日重新公佈四川省第一批文物保護單位時註銷。